# Championnats du monde juniors de ski alpin 1984
Navigation
Édition précédente Édition suivante
Les Championnats du monde juniors de ski alpin 1984 sont la troisième édition des Championnats du monde juniors de ski alpin. Ils se déroulent du 1er au 3 mars 1984 à Sugarloaf (en) dans le Maine (sur les pentes de Sugarloaf Mountain). L'édition comporte huit épreuves : descente, slalom géant, slalom et combiné dans les catégories féminine et masculine. À l'image de ce qui se fait à l'époque en Coupe du monde (et même en ski acrobatique) le combiné n'est pas une épreuve à part mais la somme des résultats des trois autres épreuves et récompense les skieurs les plus polyvalents.
Avec six médailles sur vingt-quatre dont cinq titres, l'Autriche termine en tête du classement des nations devant la France et la Yougoslavie. Côté performances individuelles, l'Autrichienne Veronika Wallinger se distingue en étant la seule athlète à remporter deux titres lors de cette édition, en descente et en combiné.

## Tableau des médailles
| Rang  | Nation      | Or | Argent | Bronze | Total |
| ----- | ----------- | -- | ------ | ------ | ----- |
| 1     | Autriche    | 5  | 1      | 0      | 6     |
| 2     | France      | 1  | 2      | 1      | 4     |
| 3     | Yougoslavie | 1  | 1      | 2      | 4     |
| 4     | Japon       | 1  | 0      | 0      | 1     |
| 5     | Italie      | 0  | 2      | 1      | 3     |
| 6     | États-Unis  | 0  | 1      | 0      | 1     |
| 6     | Royaume-Uni | 0  | 1      | 0      | 1     |
| 8     | Norvège     | 0  | 0      | 2      | 2     |
| 8     | Suisse      | 0  | 0      | 2      | 2     |
| Total | Total       | 8  | 8      | 8      | 24    |

## Podiums

### Hommes
| Épreuves                 | Or                         | Argent                      | Bronze                       |
| ------------------------ | -------------------------- | --------------------------- | ---------------------------- |
| Descente 1er mars 1984   | Denis Rey France           | Graham Bell Royaume-Uni     | Didier Paget France          |
| Slalom 2 mars 1984       | Atsushi Itō Japon          | Sašo Robič (en) Yougoslavie | Finn Christian Jagge Norvège |
| Slalom géant 3 mars 1984 | Rudolf Nierlich Autriche   | Helmut Mayer Autriche       | Luca Pesando (it) Italie     |
| Combiné, 3 mars 1984     | Johann Hofer (de) Autriche | Luca Pesando (it) Italie    | Finn Christian Jagge Norvège |

### Femmes
| Épreuves                 | Or                          | Argent                             | Bronze                     |
| ------------------------ | --------------------------- | ---------------------------------- | -------------------------- |
| Descente 1er mars 1984   | Veronika Wallinger Autriche | Hélène Barbier France              | Heidi Zeller-Bähler Suisse |
| Slalom géant 2 mars 1984 | Mateja Svet Yougoslavie     | Diann Roffe Steinrotter États-Unis | Veronika Šarec Yougoslavie |
| Slalom 3 mars 1984       | Monika Maierhofer Autriche  | Nicoletta Merighetti (de) Italie   | Veronika Šarec Yougoslavie |
| Combiné, 3 mars 1984     | Veronika Wallinger Autriche | Hélène Barbier France              | Chantal Bournissen Suisse  |